# ريفنجتون
ريفنجتون شركة نشر مقرها في لندن أسسها تشارلز ريفينغتون (1688-1742).